# Cuthona fulgens
Cuthona fulgens är en snäckart som först beskrevs av Frank Mace MacFarland 1966.  Cuthona fulgens ingår i släktet Cuthona och familjen Tergipedidae. Inga underarter finns listade i Catalogue of Life.